# ラテックス

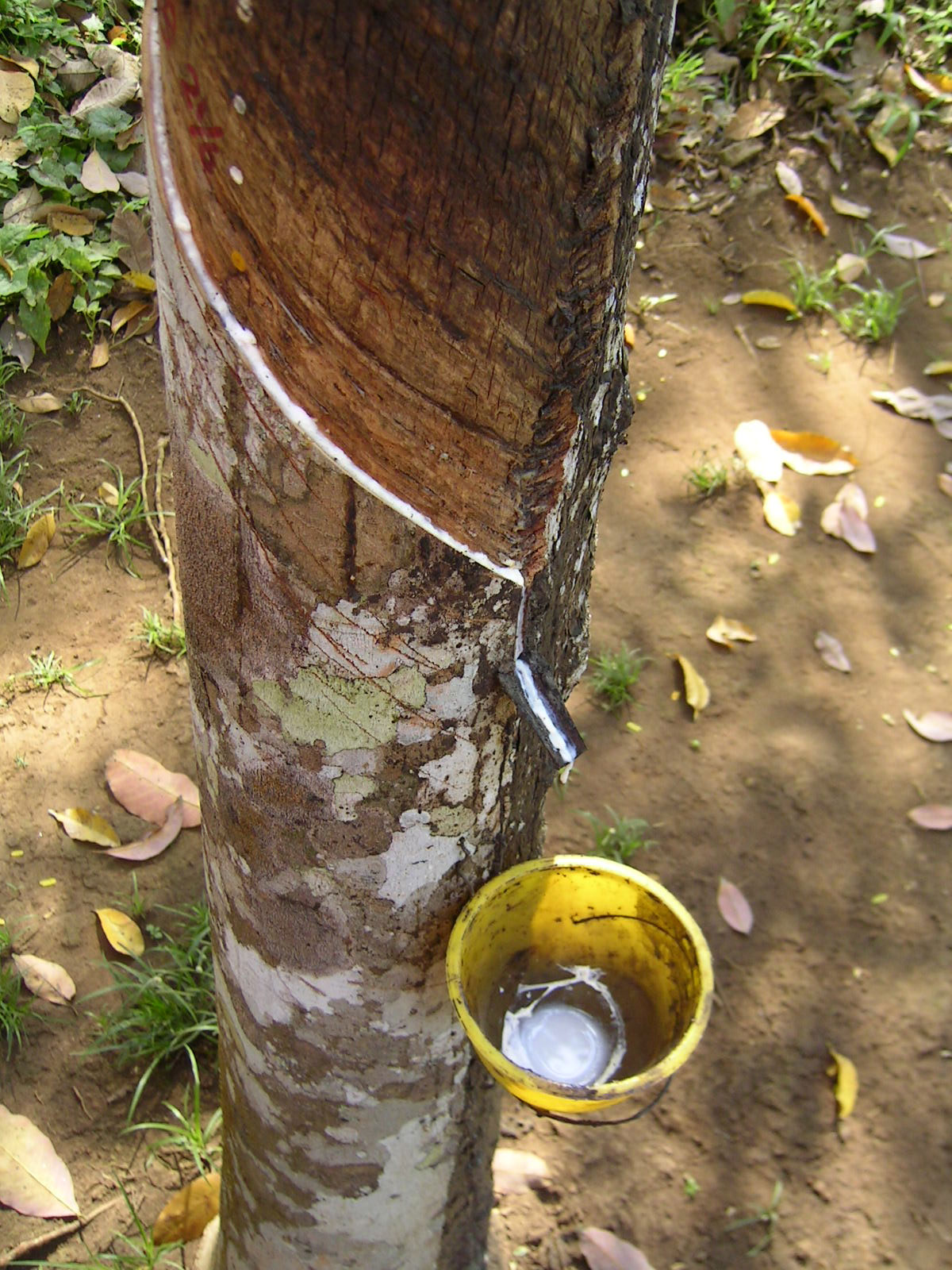
ラテックスを取っているところ。ゴムの製造に使われる

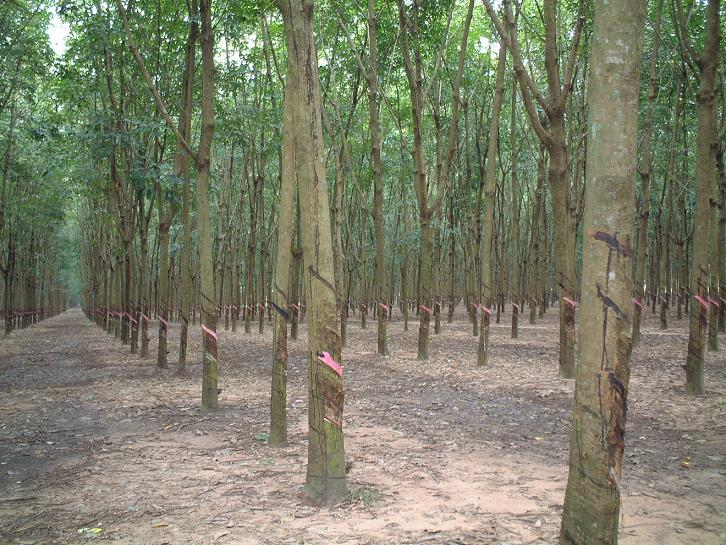
ゴム林（ベトナム、ハノイ近郊）

ラテックス (英: latex) は、水中に重合体の微粒子が安定に分散した系（乳濁液）であり、自然界に存在する乳状の樹液や、界面活性剤で乳化させたモノマーを重合することによって得られる液を指す。
さまざまな植物から得られる乳状の樹液は、空気に触れると凝固する。タンパク質、アルカロイド、糖、油、タンニン、樹脂、天然ゴムを含む複雑なエマルジョンである。植物から分泌されるラテックスはほとんどの場合において白いが、黄、オレンジ、緋色の場合もある。
一般的にはゴムノキ類から採取した樹液の代名詞となっており、この樹液を加工して作られる伸縮性に富んだ薄い材料のことも指す。

## 由来
ラテックスを作り出す細胞または道管は乳液系 (英: laticiferous system) を構成するが、これには2種類の異なる形式がある。多くの植物では、乳液系は茎または根の成長点に沿って列を成す細胞で構成されている。これらの細胞間の細胞壁が固着して一続きの管となったものが乳管と呼ばれる。この形式はケシ科、ゴムノキ、タンポポ連（Cichorieae）の植物に見られる。タンポポ連はキク科に分類される植物群の一種で、組織中にラテックスを含むことによって識別される。タンポポ、レタス、ホークウィード、サルシファイ（セイヨウゴボウ）などがこの族に含まれる。
一方、トウワタ属（学名: Asclepias; いわゆるミルクウィード）やトウダイグサ科の乳液系はまったく異なる。乳細胞が種から生長する際に早期から分化し、植物体が育つにしたがって全体に広がっていく。成熟した植物体のすべての乳液系は、胚に存在する単独の、または数個集まった細胞から形成されたものである。乳液系は成体の根、導管、葉、まれに果実などあらゆる部分にわたって存在し、皮層に特によく見られる。

## 機能と利用
ラテックスは植物のさまざまな機能に関連付けられてきた。栄養を蓄えたものである、あるいは老廃物や排泄物であると考えられているうえ、損傷を受けた場合に固化することによって菌類や微生物の侵入を防ぎ、組織を保護する機能を持つと考える者もいる。同様に、いくつかの植物では非常に苦い、時に有毒なラテックスを分泌することから、草食動物から身を守るためのものである可能性もあるとされる。ラテックスはそれを分泌する数多くの植物に関し、その程度は異なるながらもこれらの機能をすべて満たしている。
ラテックスは服飾や塗料など多くの用途を持つが、最も主要なのはゴムの製造であり、これは最初の利用法でもあった。チューイングガムの原料として広く用いられるチクルも、ラテックスから作られる。ラテックス塗料には、結合剤として可燃性や悪臭を持たず乾燥した塗面を与える合成ラテックスを使用する。また、ケシのラテックスはアヘンやその誘導体の原料になる。

### ラテックスとアレルギー
ラテックスはアレルゲン（アレルギーの抗原）でもある。重いラテックスアレルギーをもつ人々もおり、ゴム手袋やコンドームなどのラテックス製品に触れるとアナフィラキシーを起こす。ラテックスはバナナ、アボカド、クリなどに含まれるものと同じタンパク質を持つため、これらの両方に対してアレルギー反応（ラテックス・フルーツ症候群）を示さないかどうかに注意する必要があるとされる。アメリカ合衆国およびメキシコ原産のキク科低木グアユールゴムノキ（学名: Parthenium argentatum）から得られるグアユーレのラテックスは低アレルギー誘発性であるため、パラゴムノキラテックスなどの代替品として研究されている（Foster & Coffelt (2005); Siler, Cornish & Hamilton (1996)）。また、二分脊椎症患者には幼少期から医療用具に触れる機会が多いなどの理由で、ラテックスアレルギーの患者が多い。

### タンポポからの精製
第二次世界大戦中にナチスドイツがタンポポから工業生産しようとしたが失敗した。21世紀のドイツでもタンポポからラテックスを工業生産する方法を模索している。この研究ではロシアタンポポに多く含まれており、そこからさまざまな技術を駆使して工業生産し、輸入に依存する状況を改善しようと試みている。

## ラテックスが含まれる代表的な木材
- マニルカラ属（学名: Manilkara）- アカテツ科。
  - バラタゴムノキ、バラタ（学名: Manilkara bidentata; syn. Manilkara balata、Mimusops balata Crueg. & Griseb., nom. illeg.）
  - マサランデューバ（葡: maçaranduba; 学名: Manilkara huberi）
  - サポジラ - 代表的なチクルの原料。
- パラクイウム属（学名: Palaquium）- アカテツ科。
  - グッタペルカ

## 関連文献
英語:
- Foster, M.A.; Coffelt, T.A. (2005). “Guayule agronomics: establishment, irrigated production, and weed control”. Industrial crops and products 22 (1):  27–40. doi:10.1016/j.indcrop.2004.06.006.
- Siler, Deborah J; Cornish, Katrina; Hamilton, Robert G. (1996). “Absence of cross-reactivity of IgE antibodies from subjects allergic to Hevea brasiliensis latex with a new source of natural rubber latex from guayule (Parthenium argentatum)”. Journal of allergy and clinical immunology 98 (5, Part 1):  895–902. doi:10.1016/s0091-6749(96)80005-4.